# Dasding
Dasding (Eigenschreibweise: DASDING) ist das junge Angebot des Südwestrundfunks, das am 17. Mai 1997 erstmals ausgestrahlt wurde. Bis heute ist Dasding werbefreies Radioprogramm für 14- bis 29-Jährige. Der Sender wurde im Rahmen eines DAB-Pilotprojekts als Kooperation der damals noch eigenständigen Rundfunkanstalten Südwestfunk und Süddeutscher Rundfunk gegründet.
Daneben gibt es breites, digitales Portfolio, das in den letzten Jahren immer weiter ausgebaut wurde und neben Webvideo- und Podcast-Formaten auch Social-Media-Kanäle bespielt.
Dasding unterstützt Medienprojekte von Schulklassen und Schulen, z. B. Schülerzeitungen und Schülerradios, mit Workshops und professioneller Technik.
Hauptsitz der Redaktion ist Baden-Baden. Organisatorisch ist Dasding zusammen mit SWR3 in der „Pop-Unit“ des SWR.

## Programm

Dasding-Logo (seit 2011)

Dasding-Logo (bis 2007)

### Entwicklung
Dasding wurde vom Südwestfunk vor allem aus drei Überlegungen heraus gegründet:
1. Es sollte der musikalischen Jugendkultur, die vom Haupt-Popprogramm SWF3 nicht mehr umfassend dargestellt wurde, eine neue Heimat gegeben werden.
2. Nachwuchs-Radiomoderatoren sollten zum Sammeln praktischer Erfahrung eine professionelle Bühne bekommen.
3. Dasding sollte als Zusatzangebot, das überwiegend über DAB verbreitet wird, diese neue Technik bewerben und ihr zum Durchbruch verhelfen.

Tatsächlich spielte Dasding vor allem in der Anfangszeit viel alternative Musik. Ab 2002 änderte sich die Musikfarbe aber deutlich; Charts wurden verstärkt in die Rotation aufgenommen, Alternatives immer weiter zurückgedrängt. Heute ist Dasding ein Radiosender mit einer typischen engen Jugendradio-Rotation, das Alternative im Programm ist weitgehend in die Spezialsendungen gedrängt, die allerdings, wie man an den Programmschemata sieht, in dieser Zeit ausgebaut wurden.
Trotz des umfangreichen Angebotes konnte DAB nicht zu einem Durchbruch verholfen werden, Dasding wird seit 2000 auch auf UKW ausgestrahlt. Ende 2002 fuhr der Südwestrundfunk die Bandbreiten seiner DAB-Programme deutlich herunter. Seit dem 14. Dezember 2011 sendet der SWR im neuen DAB+-Standard mit verbesserter Qualität (davor DAB).
Im Juli 2021 hat Mira Seidel die Stelle der Programmchefin von ihrer Vorgängerin Alina Schröder übernommen.

### Sendungen aus dem Tagesprogramm

#### Montag bis Freitag
| Sendung                     | Sendezeit     | Moderatoren                                                                          |
| --------------------------- | ------------- | ------------------------------------------------------------------------------------ |
| Die junge Nacht der ARD     | 0 bis 5 Uhr   | wechselnde Moderatoren (Übernahme von 1LIVE vom WDR)                                 |
| Musik Nonstop               | 5 bis 6 Uhr   | unmoderiert                                                                          |
| DASDING Morgens klarkommen  | 6 bis 10 Uhr  | - Bänschi (Host) - Celi (Host) - Alex (Co-Host) - Dani (Co-Host) - Philipp (Co-Host) |
| DASDING mit Saskia / Sophie | 10 bis 14 Uhr | - Saskia - Sophie                                                                    |
| DASDING mit…                | 14 bis 18 Uhr | - Kai - Celi - Tina - William                                                        |
| DASDING Play                | 18 bis 20 Uhr | - Dani - Mele - Desi - Kai - Kirsten                                                 |
| Musik Nonstop               | 20 bis 22 Uhr | unmoderiert                                                                          |
| Blue Moon                   | 22 bis 0 Uhr  | wechselnde Moderatoren (Übernahme von Fritz vom RBB)                                 |

Quelle:

#### Samstag
| Sendung                 | Sendezeit                                  | Moderator                                            |
| ----------------------- | ------------------------------------------ | ---------------------------------------------------- |
| Musik Nonstop           | 0 bis 1 Uhr                                | unmoderiert                                          |
| Die junge Nacht der ARD | 1 bis 6 Uhr                                | wechselnde Moderatoren (Übernahme von 1LIVE vom WDR) |
| DASDING mit…            | 6 bis 10 Uhr; 10 bis 14 Uhr; 14 bis 18 Uhr | wechselnd                                            |
| Partybash               | 18 bis 20 Uhr                              | - DJ DoubleA - DJ B-Phisto - DJ Febo - DJane Tala    |
| Musik Nonstop           | 20 bis 0 Uhr                               | unmoderiert                                          |

Quelle:

#### Sonntag
| Sendung                 | Sendezeit                                                     | Moderation                                           |
| ----------------------- | ------------------------------------------------------------- | ---------------------------------------------------- |
| Musik Nonstop           | 0 bis 1 Uhr                                                   | unmoderiert                                          |
| Die junge Nacht der ARD | 1 bis 6 Uhr                                                   | wechselnde Moderatoren (Übernahme von 1LIVE vom WDR) |
| Chillout                | 6 bis 10 Uhr                                                  | unmoderiert                                          |
| DASDING mit…            | 10 bis 14 Uhr; 14 bis 18 Uhr                                  | wechselnd                                            |
| DASDING Sprechstunde    | 18 bis 20 Uhr                                                 | - DJ Sandy                                           |
| Musik Nonstop           | 20 bis 22 Uhr (20 bis 21 Uhr, wenn ein Podcast gesendet wird) | unmoderiert                                          |
| Podcasts                | 21 bis 22 Uhr (unregelmäßig)                                  | wechselnd                                            |
| CLUBDING                | 22 bis 0 Uhr                                                  | - Florian (Übernahme von UNSERDING vom SR)           |

Quelle:

### Ehemalige Sendungen
- Lateline – das inoffizielle Nachtprogramm der ARD-Jugendwellen, Telefontalksendung mit Ingmar Stadelmann und Claudia Kamieth. Bis 26. Juni 2019 gesendet
- Anlasser – Tech-House und Elektro mit Acid Maria
- Dance-Charts – die deutschen Dance-Charts
- Dancehall Madness – Reggae, Ragga und Dancehall
- Musikimbizz – jeden ersten Dienstag im Monat gingen Studenten der Popakademie 'on air' und schauten hinter die Kulissen der Musikindustrie
- DJ Seb-Rock in the mix – tanzbare Musik im Mix Freitag Nacht (DJ: Sebastian Frohnmeier)
- Heimspiel – ausschließlich mit Musik aus Deutschland
- Hörzeit – Hörspielstrecke
- Netzparade – Vorstellung neuer Musik aller Musikrichtungen, sämtliche Titel gibt es kostenlos im Netz (Mi. 20–22 Uhr)
- Heimatmelodie – ausschließlich Musik aus Deutschland (jeweils am ersten Sonntag im Monat von 13 bis 16 Uhr)
- Rückenwind – Reise- und Auslandsmagazin (jeweils am zweiten Sonntag im Monat von 13 bis 16 Uhr)
- Schriftsteller – Büchermagazin (jeweils am dritten Sonntag im Monat von 13 bis 16 Uhr)
- Mixtape – jeden Montag eine Stunde Musik, ausgesucht von einem Hörer oder Star (montags von 22 bis 23 Uhr)
- Sanft und Sorgfältig mit Olli Schulz und Jan Böhmermann – Übernahme von radioeins, wurde bis Ende 2015 sonntags von 19 bis 21 Uhr ausgestrahlt
- Lautstark mit Christiane – wurde bis August 2016 dienstags von 21 bis 23 Uhr ausgestrahlt
- Musik-Spezial – wurde bis August 2016 sonntags von 21 bis 22 Uhr ausgestrahlt
- Die Consi-Show – mit Constantin Zöller von 2013 bis 2018 immer montags bis freitags von 13–17 Uhr
- Bass & Bullshit – mit DJ LXQ und Slona freitags von 20 bis 21 Uhr, das Duo legt noch auf Festivals auf
- Housesession – mit den Tunebrothers, sonntags von 0 bis 2 Uhr
- Plattenleger – mit Stephan Hinz, sonntags von 2 bis 5 Uhr
- "Moestwanted" – mit DJ Moestwanted – Samstags von 23 bis 0 Uhr
- „Weekend warmup“ — Mix aus EDM, Trap, House, Drum & Bass und Urban mit wechselnden DJs — Freitags 19 bis 20 Uhr

Dasding bietet auch die Möglichkeit, einen Teil der Sendungen nochmals anzuhören (als Stream auf der Website oder in der DASDING-App verfügbar, dort kann das Programm bis zu fünf Stunden zurückgespult werden).

## Empfangsmöglichkeiten
Dasding wurde 1997 als „Jugend-Multimediaprojekt“ ohne vorgesehene UKW-Frequenzen geplant. Die Verbreitung sollte nur über Satellit, Digital Radio und Internet-Livestream erfolgen. 1999 wollte der SWR das Programm auf UKW-Restfrequenzen aus dem eigenen Bestand aufschalten. Allerdings verbot der SWR-Staatsvertrag von 1998 u. a. nach damaliger Auffassung der baden-württembergischen Landesregierung die Verbreitung weiterer Programme via UKW. Erst im Jahr 2000 setzte sich der Südwestrundfunk in seiner Auffassung durch und konnte im April 2000, einen Tag nach dem Start der privaten Landeswelle bigFM in Baden-Württemberg, Dasding auf wenige Stadtfrequenzen aufschalten, die zuvor zum Großteil lediglich ein abendliches Fremdsprachenprogramm der ARD übertrugen. Später konnten noch weitere Frequenzen für das Programm koordiniert und aufgeschaltet werden, eine flächendeckende Empfangbarkeit wird aber über UKW in absehbarer Zeit nicht erreichbar sein.
Das Programm wurde 2012 in Rheinland-Pfalz und Baden-Württemberg in alle Kabelnetze eingespeist und darüber hinaus via DAB+, DVB-S und DVB-C verbreitet.

## Frequenzen

### UKW-Frequenzen
| Bundesland        | Sender                     | Frequenz  | Leistung   |
| ----------------- | -------------------------- | --------- | ---------- |
| Baden-Württemberg | Albstadt                   | 87,8 MHz  | 0500 W     |
| Baden-Württemberg | Bad Mergentheim            | 100,5 MHz | 0040 W     |
| Baden-Württemberg | Baden-Baden                | 91,7 MHz  | 0500 W     |
| Baden-Württemberg | Buchen                     | 100,6 MHz | 0100 W     |
| Baden-Württemberg | Freiburg                   | 91,1 MHz  | 500 W      |
| Baden-Württemberg | Heilbronn                  | 93,1 MHz  | 100 W      |
| Baden-Württemberg | Mannheim                   | 91,5 MHz  | 4 000 W    |
| Baden-Württemberg | Mötzingen                  | 90,5 MHz  | 1 000 W    |
| Baden-Württemberg | Pforzheim                  | 97,4 MHz  | 1 000 W    |
| Baden-Württemberg | Ravensburg                 | 107,2 MHz | 0100 W     |
| Baden-Württemberg | Reutlingen                 | 97,7 MHz  | 2000 W     |
| Baden-Württemberg | Stuttgart                  | 90,8 MHz  | 5 000 W    |
| Baden-Württemberg | Tübingen                   | 97,3 MHz  | 2 000 W    |
| Baden-Württemberg | Ulm                        | 98,9 MHz  | 1 000 W    |
| Hessen            | Geinsheim                  | 98,4 MHz  | 0250 W     |
| Hessen            | Wiesbaden                  | 105,2 MHz | 1 000 W    |
| Rheinland-Pfalz   | Bad Kreuznach              | 90,9 MHz  | 0050 W     |
| Rheinland-Pfalz   | Bad Marienberg             | 91,3 MHz  | 0200 W     |
| Rheinland-Pfalz   | Bendorf bei Koblenz        | 95,7 MHz  | 02 000 W   |
| Rheinland-Pfalz   | Kaiserslautern             | 92,5 MHz  | 0250 W     |
| Rheinland-Pfalz   | Koblenz                    | 99,4 MHz  | 0200 W     |
| Rheinland-Pfalz   | Neustadt an der Weinstraße | 102,2 MHz | 0025 000 W |
| Rheinland-Pfalz   | Trier                      | 91,7 MHz  | 0300 W     |

### Sonstige Frequenzen
Dasding wird im Digitalradio DAB+ innerhalb des Digitalradio Südwest Programmpakets verbreitet. Dieses Paket ist in Rheinland-Pfalz auf Block 11A (Dieser Multiplex dient ebenfalls für die digitale Verbreitung der landesweiten, privaten Rundfunkprogramme), in Baden-Württemberg in den Blöcken 8A, 8D und 9D zu empfangen. Die Bitrate beträgt 112 kBit/s in Baden-Württemberg und 96 kBit/s in Rheinland-Pfalz, jeweils DAB+.
Über Satellit Astra 19,2° Ost ist Dasding auf 12265,50 MHz, horizontale Polarisation, 27500 kSymbole/s, FEC 3/4, Modulation QPSK, Service-ID 28471, MP2-Audio-PID 1061 zu empfangen. Die Datenrate beträgt 320 kBit/s. Für Dolby-Digital-Ton ist der PID 1062 zwar reserviert, wird aber bisher nicht genutzt. Die Einführung von Surround-Ton ist vorerst nur für den Internet-Livestream vorgesehen.
Über Astra-Digitalradio ADR war Dasding auf 11185,50 MHz, vertikale Polarisation, Hilfsträger 6,12 MHz hinter SWR Fernsehen BW zu empfangen. Mit Abschaltung aller analogen ARD-Programme über Satellit am 30. April 2012 wurde auch ADR eingestellt, da Astra-Digitalradio nur in Verbindung mit einem Analogtransponder funktionierte.

## Auszeichnungen
- 2002: Grimme Online Award
- 2005: Kulturpreis Deutsche Sprache
- 2017: Deutscher Radiopreis (Beste Innovation)[17]

## YouTube-Formate
Seit dem Frühjahr 2018 ist der YouTube-Kanal von DASDING vor allem auf Musikinhalte ausgerichtet. Hauptinhalt sind die beiden Interview-Formate Scratched und Song-Tindern. Zudem gibt es auch Interview-Mitschnitte aus der DASDING Sprechstunde.
Daneben produziert DASDING noch weitere serielle Formate wie zum Beispiel das Straßenquiz, bei dem Eltern und Großeltern Fragen zu Künstlerinnen und Künstlern gestellt werden, Kirchenchor reagiert auf, bei dem ein Kirchenchor aktuelle Musik bewertet oder der Interview Check, bei dem frühere und aktuelle Aussagen von Musikerinnen und Musikern miteinander verglichen werden.
Außerdem finden sich auf dem DASDING YouTube-Kanal eigenproduzierte Aftermovies von Festivals wie dem Southside Festival, Rock am Ring oder auch der Nature One sowie Livemitschnitte von Konzerten.

### Scratched
Scratched ist ein Interview-Format. Als Markenzeichen dient dabei eine gelbe Box. Moderiert wird es von DASDING-Moderatorin  Walerija Petrowa. Die Gäste kratzen (scratchen) dabei auf einer zunächst komplett schwarzen Platte Worte frei, die sie besonders häufig in ihren Songtexten benutzen. Zudem sind häufig auch einzelne Fotos oder YouTube-Kommentare unter der schwarzen Farbe verborgen. Aus diesen Worten und Fotos ergeben sich dann die Interview-Fragen.
Gäste waren unter anderem Billie Eilish, Twenty One Pilots, AnnenMayKantereit, Trettmann, Macklemore, Lena, Why Don’t We u. v. a.

### Song-Tindern
Beim Song-Tindern bewerten die Interview-Gäste zunächst Musik von Künstlerinnen und Künstlern. Das Prinzip ist ähnlich, wie bei der Dating-App Tinder. DASDING-Moderator Johannes Striet spielt den Gästen verschiedene Musik-Ausschnitte vor. Wenn ihnen der Song gefällt, wischen sie ihn auf ein grünes Herz. Wenn er ihnen nicht gefällt, wischen sie ihn auf ein rotes X. Dabei erläutern die Gesprächspartner ihre Entscheidung. Häufig haben die Songs oder die Interpreten etwas mit dem jeweiligen Gast zu tun. Im weiteren Verlauf folgen weitere Anschlussfragen.
Gäste waren unter anderem Alligatoah, Kontra K, Bilderbuch, Juju, Marteria, Casper, Charlie XCX, Why Don’t We, Nura, Dardan, Biffy Clyro, Miami Yacine u. v. a.

### Brust Raus
Bei Brust Raus reden Frauen ohne unterbrochen zu werden – über Momente, die zeigen was in ihnen steckt. Die DASDING Moderatorinnen Walerija Petrowa, Aurora Lushtaku und El Leykauf schauen kritisch auf die angesagtesten Social-Media-Trends, hinterfragen Schönheitsideale, Beauty-Lifehacks und Toxische Bodypositivity oder checken, ob beliebte Serien oder Filme den Hype wirklich verdient haben.
Jeden Montag geht eine neue Folge Brust Raus auf dem YouTube-Kanal online.

## DasDing.tv
DasDing.tv war seit 1998 die Fernsehsendung von Dasding im SWR Fernsehen. Moderiert wurde die Sendung ab 2004 zunächst von Domenica Berger und Pierre Krause. Letzterer wurde 2005 von Rainer Maria Jilg abgelöst, der von September 2008 bis Juli 2010 alleine moderierte. Seine Nachfolgerin war Sandra Jozipovic, die bereits des Öfteren für die Sendung Interviews führte. Inhalte der Sendung waren wochenaktuelle Themen, Interviews mit nationalen und internationalen Musikern, Gamechecks (Videospielrubik), Kino, jugend-thematische Beiträge und Comedy, wie z. B. die Telenovela-Persiflage „Das Wunder von Busenbach“. Fast alle Beiträge waren nach der Sendung auf der Homepage von Dasding verfügbar. Dasding.tv wurde ab Mitte 2012 nur noch auf EinsPlus und Einsfestival ausgestrahlt und von Sandra Jozipovic allein moderiert
Nach 595 Ausgaben wurde die Sendung 2016 nach 18 Jahren eingestellt.

### Serien bei Dasding.tv
- „Der Schundler-Clan“ (bisher 5 Folgen) 2010
- „Die Twilight versaga“ (4 Folgen) 2009
- „Rückkehr nach Busenbach“ (10 Folgen) 2008
- „Die Dasding Weihnachtsgeschichte“ (4 Folgen) 2007
- „Tatort Ponyhof“ (7 Folgen) 2007
- „Das Wunder von Busenbach“ (12 Folgen) 2006
- „Verrückt nach Liebe“ (10 Folgen) 2005/2006
- „Alarm für Blindschleiche 12“ (5 Folgen) 2005
- „Versiebt im Betrieb“ (6 Folgen) 2005
- „Auf der Hirsch-Pirsch mit dem Forst-Horst und seinem Jägermeister“

(4 Folgen, ein Pilotfilm sowie die Folge 2 in verschiedenen Dialekten) 2005
- „Die Arschkaltklinik“ (7 Folgen) 2005
- „Die Assis“
- „Brief“ (2 Teile)

## Belege
1. ↑  ABC der ARD: DASDING, abgerufen am 4. Juli 2014
2. ↑  Pressemitteilung Ein Jahr DASDING auf UKW
3. ↑  Die junge Nacht der ARD. Abgerufen am 27. Januar 2021.
4. ↑  DASDING (dasding@dasding.de): Die junge Nacht der ARD. 20. Juli 2020, abgerufen am 6. April 2025.
5. ↑  DASDING (dasding@dasding.de): Morgens klarkommen. 8. September 2023, abgerufen am 6. April 2025.
6. 1 2 3 4 5  DASDING (dasding@dasding.de): Programm. 12. Dezember 2022, abgerufen am 6. April 2025.
7. ↑  DASDING (dasding@dasding.de): DASDING Play - Entdecke den Sound von morgen! 4. April 2025, abgerufen am 6. April 2025.
8. ↑  Blue Moon. 7. April 2025, abgerufen am 6. April 2025.
9. ↑  Die junge Nacht der ARD. Abgerufen am 27. Januar 2021.
10. ↑  DASDING (dasding@dasding.de): Partybash - Mixed Music & Urban. 31. März 2025, abgerufen am 6. April 2025.
11. ↑  Chillout - nur entspannte Musik. 23. Oktober 2023, abgerufen am 23. Oktober 2023.
12. ↑  DASDING (dasding@dasding.de): Sprechstunde - nur Hip-Hop, sonst nichts. 31. März 2025, abgerufen am 6. April 2025.
13. ↑  DASDING (dasding@dasding.de): Clubding - 100% elektronische Musik. 3. April 2025, abgerufen am 6. April 2025.
14. ↑  swr.de: UKW Senderlisten Baden-Württemberg. Abgerufen am 22. Oktober 2019.
15. ↑  swr.de: UKW Senderlisten Rheinland-Pfalz. Abgerufen am 22. Oktober 2019.
16. ↑  Dasding-Foren / Dasding / Dasding in Surround? Abgerufen am 22. März 2010.
17. ↑  NDR: Beste Innovation: DASDING mit "Sido - Die Wiese vor dem Reichstag". Abgerufen am 17. Mai 2018.
18. ↑  Dasding.tv. Südwestrundfunk, archiviert vom Original am 28. Dezember 2012; abgerufen am 19. April 2024.
19. ↑  Die letzte Sendung: DASDING.tv mit Sandra. Archiviert vom Original am 27. Mai 2016; abgerufen am 12. März 2024.